# Geneviève Fioraso
Geneviève Fioraso, née le 10 octobre 1954 à Amiens (Somme), est une femme politique française. Ancienne membre du Parti socialiste, de 1983 à 2018, elle fut députée de la première circonscription de l'Isère de 2007 à 2017.
Elle est présidente-directrice générale de la Sem Minatec Entreprises, plateforme de valorisation industrielle du campus d'innovation Minatec, consacré aux micro et nanotechnologies, de 2003 à mai 2012.
Elle a également été, de 2008 à 2012, adjointe chargée de l'université, de la recherche, de l'économie et des relations internationales de la ville de Grenoble après avoir été adjointe à l’économie, à l'innovation, au commerce et à l'artisanat durant le précédent mandat, et 1re vice-présidente de la Métro, la communauté d'agglomération de Grenoble, chargée du développement économique, de l'industrie, de la recherche et de l'innovation de 2001 à 2012.
Elle est ministre de l'Enseignement supérieur et de la Recherche du gouvernement Ayrault puis secrétaire d'État chargée de l'Enseignement supérieur et de la Recherche dans le gouvernement Valls, entre 2012 et 2015.

## Origine et formation
Née Geneviève Lefèvre à Amiens en 1954, dernière-née d'une famille de six enfants, elle grandit auprès de parents enseignants : sa mère est professeure de français et latin à la cité scolaire d'Amiens, son père est professeur d’histoire-géographie à l’école normale primaire de cette même ville et spécialiste de la cathédrale d'Amiens.
Elle fait ses études secondaires à la cité scolaire d'Amiens. Élève d'hypokhâgne, elle poursuit ses études en faculté et obtient un diplôme de maîtrise en anglais.

## Parcours professionnel
Elle enseigne l'anglais durant approximativement trois ans entre 1975 et 1979 à Poix-de-Picardie puis au GRETA d'Amiens auprès de jeunes en difficulté mais abandonne l'enseignement et déménage en Isère, où elle devient alors chargée d’information et responsable de la documentation-presse au cabinet du maire de Grenoble, Hubert Dubedout, avant de devenir en 1983 son assistante parlementaire. En 1987, elle cofonde et devient administratrice d’Agiremploi, une association d’insertion des jeunes. De 1989 à 1995, elle participe à l’équipe de direction d’une start-up du CEA, Corys créée et dirigée par le député maire de Grenoble d'alors Michel Destot. De 1999 à 2001, elle fonde et dirige l’Agence régionale du numérique, mise en place par le réseau des villes de la région Rhône-Alpes. De 2001 à 2004, elle entre à mi-temps chez France Télécom où elle est chargée des marchés émergents dans le secteur « Social et santé ». Elle fut également présidente entre 2003 et 2010 de l'IAE de Grenoble et membre du conseil d'administration de Grenoble INP. Elle a co-animé à Sciences Po Paris, au premier trimestre 2011-2012, un séminaire sur les grands enjeux scientifiques, y donnant en particulier, le 18 octobre 2011, une conférence sur l’expertise scientifique et technologique au service de la décision publique.
Le 28 mars 2019 elle est élue présidente de l'Institut de recherche technologique Saint-Exupéry, un établissement spécialisé en aéronautique, succédant à Gilbert Casamatta. Elle démissionne en décembre 2020.

## Parcours politique
Elle participe en 1985 à la campagne des cantonales aux côtés de Michel Destot. Celui-ci étant élu maire de Grenoble en 1995, il la sollicite pour être sa directrice de cabinet, où elle suit notamment les dossiers de l’économie et de l’innovation. En 2007, Geneviève Fioraso est élue députée face à Alain Carignon dans la première circonscription de l'Isère. Elle obtient 63 % des suffrages dans cette circonscription découpée pour Alain Carignon, à la faveur des divisions de la droite grenobloise. À l'Assemblée nationale, elle est membre du Bureau du groupe parlementaire Socialiste, radical, citoyen et divers gauche, membre de la commission des affaires économiques, de l'environnement et du territoire et membre de l'Office parlementaire d'évaluation des choix scientifiques et technologiques, où elle publie deux rapports : en 2008 avec Claude Birraux sur la « valorisation de la recherche » ; en 2011 sur « la biologie de synthèse : enjeux et propositions ». En 2009, 2010, et 2011, elle est rapporteur pour avis des budgets « industrie », « recherche » et « développement durable ». En 2010, elle est nommée au conseil d'administration de l'Agence nationale pour la gestion des déchets radioactifs par l'Office parlementaire d'évaluation des choix scientifiques et technologiques.
Nommée ministre de l'Enseignement supérieur et de la Recherche dans le gouvernement Jean-Marc Ayrault le 16 mai 2012, puis réélue députée le 17 juin 2012, son suppléant Olivier Véran siège à l'Assemblée nationale en raison de l'incompatibilité des fonctions de ministre et de député.
En 2013, elle présente devant le Parlement, la loi d'orientation pour l'enseignement supérieur et la recherche, première loi commune à ces deux sujets. Promulguée le 22 juillet 2013 elle permet notamment le regroupement des établissements d'enseignement supérieur en communautés d'universités et établissement, vise à la simplification et au décloisonnement du paysage de la recherche, et met en place une spécialisation progressive en licence dans le cadre du programme Bac-3/Bac+3. Cette loi vise également à améliorer l'orientation des étudiants, en permettant un accès privilégié aux IUT pour les bacheliers technologiques, et aux STS pour les bacheliers professionnels.
En 2014, elle soutient la proposition de loi pour le développement et l'encadrement des stages, qui prévoit d'interdire les stages hors-cursus et offrir de nouveaux droits aux stagiaires.

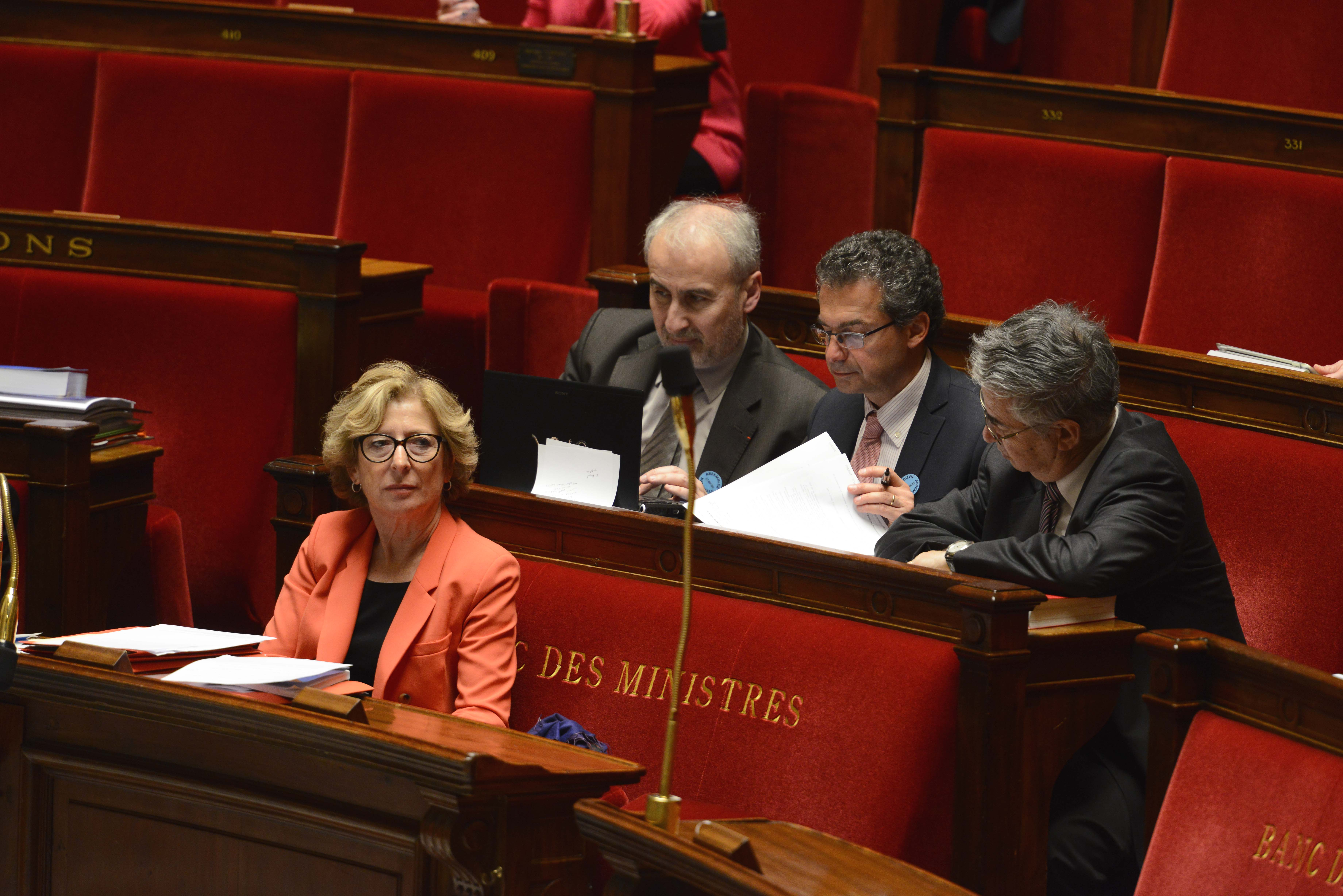
Geneviève Fioraso présente au banc des ministres de l’Assemblée nationale lors de l’ouverture de l'examen de son projet de loi relatif à l'enseignement supérieur et à la recherche, en mai 2013.

Malgré une pétition critiquant son bilan et réunissant plus de 7 000 universitaires, elle est nommée le 9 avril 2014 dans le gouvernement Valls I, puis confirmée le 26 août 2014 dans le gouvernement Valls II, secrétaire d'État chargée de l'Enseignement supérieur et de la recherche auprès de la ministre de l'Éducation nationale, de l'enseignement supérieur et de la recherche Najat Vallaud-Belkacem.
Dans un communiqué officiel du 4 février 2015, Geneviève Fioraso annonce qu'elle « réduira ses activités au cours des semaines à venir pour des raisons de santé » tout en continuant à assumer ses fonctions de secrétaire d'État. La presse annonce, début mars, qu'elle a, pour les mêmes raisons, renouvelé sa demande de quitter le gouvernement et le 5 mars, elle annonce sa démission du gouvernement Valls. Elle est remplacée le 17 juin par Thierry Mandon.
Elle a rejoint l'armée comme réserviste citoyen avec le grade de colonelle, comme le permet une procédure accessible à certains acteurs de la vie publique, dont les parlementaires.
Le 26 juillet 2016, elle remet au Premier ministre Manuel Valls un rapport sur la filière spatiale, dont il l'avait chargée.
En mars 2017 à l'occasion d'une visite du président François Hollande dans son département de l'Isère, Geneviève Fioraso indique plus se reconnaître dans le programme d'Emmanuel Macron que dans celui du candidat socialiste Benoît Hamon.

## Vie privée
Elle est la mère de deux enfants (nés en 1979 et 1986). Son compagnon est Stéphane Siebert, directeur délégué de la recherche technologique du Commissariat à l'énergie atomique et aux énergies alternatives (CEA), considéré comme le bras droit du président Jean Therme, et par ailleurs ancien adjoint au maire de Grenoble Michel Destot.
Geneviève Fioraso a pratiqué le hockey sur gazon à l'Amiens Sports Club.
En 2007, elle achète un local dans le centre-ville de Grenoble pour en faire sa permanence parlementaire. Elle rembourse ensuite les mensualités de son prêt avec ses frais de mandat, une pratique alors légale mais interdite à partir de 2015.

### Soupçon de conflit d'intérêts
Après avoir été alertée par la Haute Autorité pour la transparence de la vie publique sur le conflit d'intérêts dont elle était l'objet en tant que secrétaire d'État, en raison de la situation de son conjoint, Geneviève Fioraso a demandé au Premier ministre Manuel Valls de régulariser sa situation, ce qui a conduit celui-ci à publier un décret en août 2014 qui stipule que « La secrétaire d'État chargée de l'enseignement supérieur et de la recherche ne connaît pas des actes de toute nature intéressant la direction de la recherche technologique du Commissariat à l'énergie atomique ». Geneviève Fioraso a ainsi été défendue de prendre des décisions concernant le CEA,,,.
Pour Mediapart, il est néanmoins douteux qu'elle n'ait eu aucune connaissance préalable, ni aucune influence dans le fait que le programme grenoblois de recherche et développement « Nano 2017 », porté par la société STMicroelectronics et par le laboratoire du CEA voué à la nanoélectronique (LETI), soit le seul à recevoir une allocation (274 millions d'euros sur trois ans) dans le projet de loi de finances rectificatif 2015 — conduisant ainsi le ministère de l'Économie et des Finances à « tailler dans plusieurs programmes jugés sans doute moins stratégiques », dans un contexte d'importantes difficultés budgétaires pour les universités françaises. L'entourage de Geneviève Fioraso affirme n’avoir découvert le montant des sommes allouées au programme « Nano 2017 » qu'une fois la décision prise et presque par hasard.